# Zhujia (köpinghuvudort i Kina, Heilongjiang Sheng, lat 44,87, long 129,85)
Zhujia (kinesiska: 朱家, 朱家镇) är en köpinghuvudort i Kina. Den ligger i provinsen Heilongjiang, i den nordöstra delen av landet, omkring 270 kilometer öster om provinshuvudstaden Harbin. Antalet invånare är 24 267. Befolkningen består av 11 758 kvinnor och 12 509 män. Barn under 15 år utgör 11,0 %, vuxna 15-64 år 80 %, och äldre över 65 år 8,0 %.
Runt Zhujia är det ganska tätbefolkat, med 60 invånare per kvadratkilometer. Närmaste större samhälle är Chaihe, 18,1 km sydväst om Zhujia. Trakten runt Zhujia består till största delen av jordbruksmark.
Genomsnittlig årsnederbörd är 895 millimeter. Den regnigaste månaden är juli, med i genomsnitt 188 mm nederbörd, och den torraste är januari, med 7 mm nederbörd.